# 1503 Kuopio
1503 Kuopio (1938 XD) là một tiểu hành tinh vành đai chính được phát hiện ngày 15 tháng 12 năm 1938 bởi Yrjö Väisälä ở Turku.